# توماس هماخر
توماس هماخر (ولد يوم 12 أفريل 1964 بإيشفايلر، ألمانيا) فيزيائي ألماني، أستاذ جامعي وباحث في أنظمة الطاقة في جامعة ميونخ التقنية.

## حياته
درس توماس هماخر الفيزياء في جامعة بون، في الجامعة التقنية الراينية الفستفالية في آخن، وفي جامعة كولمبيا بنيويورك. تحصل على شهادة الدكتوراه في العلوم الطبيعية من جامعة هامبورغ سنة 1994 تكريسا لأبحاثه في مجال الاضمحلال الباريوني من صنف بيتا. اِشتغل في معهد ماكس بلانك لفيزياء البلازما في غارشينغ باي مونشن من 1996 إلى 2010 حيث ترأس مجموعة الأبحاث حول الطاقة والأنظمة.
يشغل توماس هماخر وظيفة أستاذ جامعي في كلية الهندسة الكهربائية بجامعة ميونخ التقنية منذ سنة 2010. وفي سنة 2013، أصبح رئيس قسم أنظمة الطاقة المتجددة والمستدامة بنفس الكلية.
يشارك توماس هماخر دورياً بصفة خبير في نقاشات تهم الشأن العام مثل الانتقال في مجال الطاقة، الإنشطار النووي، والاندماج النووي. تتطرق أبحاثه خاصةً إلى تصميم أنظمة الطاقة الملائمة للابتكارات الكاسحة كالإندماج النووي، الطاقات المتجددة، المدن الذكية، والتنقل الكهربائي.